# Prevosto

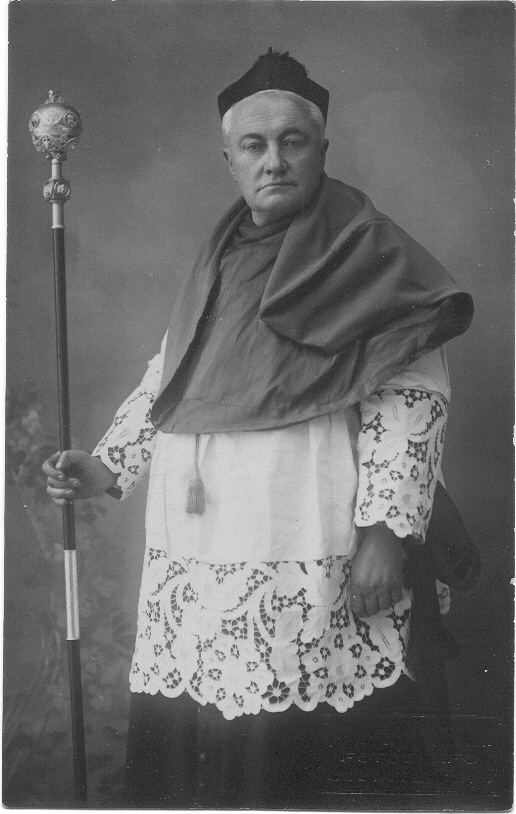
Prevosto che indossa gli abiti tradizionali e porta la ferula o mazza priorale.

Quello di prevosto (o anche preposto, in Toscana proposto, in latino praepositus) è un titolo di cui si può fregiare un presbitero della Chiesa cattolica che abbia un ruolo preminente in una chiesa o in un territorio; esso non è un titolo prelatizio (questi sono, in ordine crescente, Cappellano di Sua Santità, Prelato d'onore e protonotario apostolico). Il titolo di prevosto è spesso confuso con il titolo di arciprete (che in rari casi è ad esso equiparato) o di decano (il cui ufficio può essere ricoperto anche da un sacerdote non necessariamente avente titolo di prevosto) ed in certi casi è assegnato per tradizione o storicità ad un determinato parroco di una certa chiesa (es: in alcune parrocchie dell'Arcidiocesi di Milano) e di altre diocesi vicine, ad esempio la Diocesi di Lugano.
In alcune diocesi i prevosti non hanno solo un titolo onorifico, ma sono dei veri e propri vicari foranei incaricati di coordinare la pastorale in una porzione di territorio e con una certa autorità sui parroci delle diverse parrocchie che ricadono sotto quella determinata giurisdizione.
Secondo lo storico bergamasco Ronchetti, chi era a capo di una canonica veniva chiamato prevosto, mentre chi era a capo di una plebania veniva chiamato arciprete.
In Sicilia è così denominata la dignità maggiore di un capitolo di canonici.

## Etimologia
In corrispondenza con la sua origine etimologica dove præpositus significa "posto innanzi, posto al comando", il termine si è storicamente prestato ad indicare diversi tipi di funzionari, non solo nell'amministrazione ecclesiastica, ma anche in quella civile, posti a capo di qualche particolare servizio pubblico.
Per esempio, in Francia ed in altri paesi il prévôt è stato per lungo tempo, a partire dal medioevo, colui che era delegato ad amministrare le proprietà reali, riscuotere le tasse e, soprattutto giudicare, divenendo col tempo la principale autorità giudiziaria di prima istanza. Ancor oggi nei paesi anglofoni il Provost Marshal è il capo della polizia militare (a sua volta detta, a volte, provost).

## Nella Chiesa Ambrosiana

Mappa delle pievi dell'arcidiocesi di Milano, ciascuna retta sino al 1972 da un proprio prevosto

Nell'Arcidiocesi di Milano, la figura del prevosto ha ricoperto soprattutto in passato un ruolo centrale nell'amministrazione dell'arcidiocesi stessa.
Le prime testimonianze documentate di praepositi datano dal XII secolo e si riferiscono non soltanto alla città di Milano, ma soprattutto al resto della Lombardia che apparteneva alla diocesi ambrosiana: i prevosti, infatti, erano a capo delle pievi che costituivano i territori del Ducato di Milano. Una delle sedi prepositurali oggi più importanti, per esempio, è quella di Lecco, che in passato era in una posizione strategica molto importante anche per i traffici commerciali con l'Europa settentrionale e per la difesa militare del Ducato.
I prevosti ambrosiani avevano sede nelle città capopieve e officiavano nella chiesa principale della città; seguivano il rito ambrosiano per la celebrazione della liturgia (tranne nelle parrocchie che per ragioni storiche seguivano il rito patriarchino) e in alcuni periodi storici essi venivano nominati direttamente dalla curia pontificia.
Essi godevano altresì del diritto di nominare i canonicidelle proprie collegiate e di assegnare in beneficio le rendite di beni fondiari di possesso della loro pieve. Sul territorio di loro competenza, inoltre, stabilivano dei vicariati, che venivano affidati ad altri preti e che in seguito si sarebbero evoluti nelle parrocchie foranee (ossia le parrocchie che non si trovano in città).
Nel caso dei prevosti senza giurisdizione ecclesiastica su un territorio, questi si trovavano prevalentemente nella città di Milano, dove erano posti a capo delle basiliche più antiche o insigni della città. Dal momento che il prevosto aveva anche il ruolo di prefetto del capitolo, anche il duomo di Milano aveva e ha un proprio prevosto.
Con la soppressione delle pievi (Sinodo diocesano del 1972 presieduto dal cardinal Giovanni Colombo), il titolo di prevosto è divenuto esclusivamente onorifico anche nella diocesi di Milano e in quanto tale è oggi conservato come segno di distinzione e di merito per i parroci delle parrocchie più grandi o insigni.

## Simbologia e insegne corali
Per il prevosto: abito nero, calze paonazze (oggi non più in uso), fascia nera, rocchetto con la fodera dei paramani violacea, mozzetta nera, tricorno nero. Nelle occasioni più solenni era prevista: cappa magna nera di seta con mozzetta nera. Nella tradizione ambrosiana, la cappa magna viene portata avvolta ma fluens, non arrotolata come nella tradizione romana; essa è inoltre di colore paonazzo, come pure la mozzetta di prevosti e canonici, per concessione di papa Pio XI a tutti i prevosti dell'arcidiocesi nel 1923. Tale tradizione, in utilizzo da tempo e concessa come privilegio in determinate parrocchie secondo privilegi esplicitamente concessi di volta in volta dai pontefici nella storia, è stata implicitamente confermata per l'intera arcidiocesi di Milano dalla Sacra Congregazione Concistoriale nel 1905. Durante il periodo invernale, definito canonicamente dalla prima domenica di ottobre a Pasqua, alla cappa magna si aggiungeva la pelliccia di ermellino o di coniglio bianco (almuzia). Al prevosto spettava inoltre l'utilizzo di un bastone distintivo del suo grado, chiamato ferula.
Per il prevosto mitrato: alcune chiese e pievi avevano il diritto di un prevosto mitrato il quale, oltre alle insegne ordinarie di prevosto, aveva un fiocco di colore rosso sul tricorno, la veste talare violacea e, quando celebrava solennemente, aveva il diritto di utilizzare la mitria bianca.

### Stemma
Lo stemma di un prevosto si compone di cappello prelatizio nero con sei nappe nere pendenti per lato. Se è mitrato, dietro lo scudo è posto un pastorale velato con ricciolo rivolto verso sinistra. Se non è mitrato il pastorale viene sostituito da una ferula se posto a capo di una pieve (effettiva o storica). Se l'incarico è onorifico, lo scudo non riporta aste..

Stemma di Prevosto mitrato
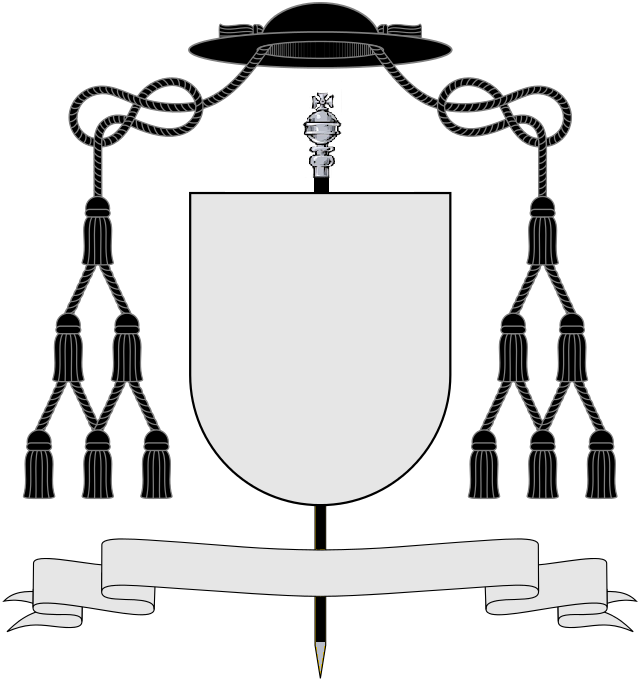
Stemma di Prevosto a capo di una pieve
Stemma di Prevosto non mitrato